# Alexandre François
Alexandre François (ur. 28 marca 1972) – francuski językoznawca. Specjalizuje się w zagrożonych językach Melanezji.
Wprowadził do językoznawstwa termin „koleksyfikacja” (ang. colexification), opisujący sytuację, kiedy różne od siebie języki wyrażają dwa lub kilka znaczeń przy użyciu jednego wyrazu (w przeciwieństwie do innych języków, które czynią w tej sytuacji rozróżnienie leksykalne).

## Publikacje (wybór)
- Jean-Michel Charpentier, Alexandre François: Atlas Linguistique de Polynésie Française – Linguistic Atlas of French Polynesia. Mouton de Gruyter & Université de la Polynésie Française, 2015, s. 2566. ISBN 978-3-11-026035-9.
- Alexandre François: Araki: A disappearing language of Vanuatu. Canberra: Australian National University, 2002, seria: Pacific Linguistics, 522. ISBN 0-85883-493-6. Brak numerów stron w książce
- Alexandre François: La sémantique du prédicat en mwotlap (Vanuatu). Leuven-Paris: Peeters, 2003, seria: Collection Linguistique de la Société de Linguistique de Paris. ISBN 978-90-429-1271-7. Brak numerów stron w książce
- Alexandre François: The languages of Vanikoro: Three lexicons and one grammar. W: Bethwyn Evans: Discovering history through language: Papers in honour of Malcolm Ross. Canberra: Australian National University, 2009, s. 103–126, seria: Pacific Linguistics 605.
- Alexandre François: Semantic maps and the typology of colexification: Intertwining polysemous networks across languages. W: Martine Vanhove: From Polysemy to Semantic change: Towards a Typology of Lexical Semantic Associations. T. 106. Amsterdam, New York: Benjamins, 2008, s. 163–215, seria: Studies in Language Companion seria. DOI: 10.1075/slcs.106.09fra.
- Alexandre François. The dynamics of linguistic diversity: Egalitarian multilingualism and power imbalance among northern Vanuatu languages. „International czasopismo of the Sociology of Language”. 2012 (214), s. 85–110, 2012. DOI: 10.1515/ijsl-2012-0022.
- Alexandre François: Trees, Waves and Linkages: Models of Language Diversification. W: Claire Bowern, Bethwyn Evans: The Routledge Handbook of Historical Linguistics. London: Routledge, 2014, s. 161–189. ISBN 978-0-41552-789-7.
- Alexandre François: Online Mwotlap–English–French dictionary. Paris: 2019. Brak numerów stron w książce
- Alexandre François, Monika Stern: Musiques du Vanuatu: Fêtes et Mystères – Music of Vanuatu: Celebrations and Mysteries. T. W260147. Paris: Maison des Cultures du Monde, 2013, seria: label Inédit. Brak numerów stron w książce
- Siva Kalyan, Alexandre François: Freeing the Comparative Method from the tree model: A framework for Historical Glottometry. W: Ritsuko Kikusawa, Laurie Reid: Let’s talk about trees: Tackling Problems in Representing Phylogenic Relationships among Languages. Ōsaka: National Museum of Ethnology, 2018, s. 59–89, seria: Senri Ethnological Studies, 98.